# Paul Rentsch
Paul Rentsch (né le 29 septembre 1898 à Rothenburg, mort le 8 mai 1944 à la prison de Brandebourg) est un résistant allemand au nazisme.

## Biographie
Avec Georg Groscurth, Robert Havemann et Herbert Richter (de), le dentiste est l'un des auteurs du manifeste L'avenir de demain sera une Europe socialiste unie, écrit le 15 juillet 1943. Il est destiné à préparer le soulèvement armé contre la dictature nazie. Le groupe Union européenne aide également les Juifs clandestins en leur fournissant de faux papiers d'identité.
Rentsch et Richter sont voisins ; les familles vivent dans la même maison dans l'ouest de Berlin et ont des maisons de vacances voisines à Diensdorf, au bord du lac de Scharmützel.
Le 5 septembre 1943, Paul Rentsch est arrêté par la Gestapo dans sa maison de Diensdorf et subit un procès les 12 et 13 décembre 1943 présidé par Roland Freisler. Condamné à mort, Rentsch, Richter et Groscurth sont décapités le 8 avril 1944 dans la prison de Brandebourg. L'épouse de Rentsch, Margarete, mère de ses deux enfants, est emprisonnée pendant quatre mois.
En 2005, le groupe Union européenne est inscrit à Yad Vashem comme Juste parmi les nations.